# Spilosoma striatopunctata
Spilosoma striatopunctata är en fjärilsart som beskrevs av Charles Oberthür 1879. Spilosoma striatopunctata ingår i släktet Spilosoma och familjen björnspinnare. Inga underarter finns listade i Catalogue of Life.